# بيريدوكسامين
بيريدوكسامين هو أحد أشكال فيتامين ب6. من الناحية الكيميائية فإن أساسه حلقة بيريدين مع مستبدلات هيدروكسيل ومثيل وأمينو مثيل وهيدروكسي مثيل. يختلف عن بيريدوكسين في موقع المستبدل 4. الفينول في الموقع 3 وأمينو مثيل في الموقع 4 لهما صفات كيميائية متنوعة مثل نبش الجذور الحرة والكربونيل المتكون من تحلل السكريات والدهنيات والتمخلب بأيونات المعادن التي تحفز تفاعل أمادوري.